# Seznam německých názvů obcí a osad v Česku, R
Tento seznam obsahuje německé názvy (exonyma) českých obcí začínajících na písmeno R.
Tento seznam by měl sloužit pro orientaci v starých písemných pramenech, mapách atd., nikoliv pro překlad českých názvů měst do němčiny. Většina z těchto německých názvů by při použití v současnosti byla nesrozumitelná.
| Český název                  | Historická země | Okres               | Německý název                  | Poznámka                                                |
| ---------------------------- | --------------- | ------------------- | ------------------------------ | ------------------------------------------------------- |
| Ráb                          | Čechy           | Písek               | Raab                           |                                                         |
| Rabakov                      | Čechy           | Mladá Boleslav      | Rabakow                        |                                                         |
| Rabí                         | Čechy           | Klatovy             | Rabi                           |                                                         |
| Rabouň                       | Čechy           | Chrudim             | Rabaun                         |                                                         |
| Rabštejn                     | Čechy           | Chrudim             | Rabenstein                     |                                                         |
| Rabštejnská Lhota            | Čechy           | Chrudim             | Rabensteiner Lhota             |                                                         |
| Ráby                         | Čechy           | Pardubice           | Raab                           |                                                         |
| Rabyně                       | Čechy           | Benešov             | Rabin                          |                                                         |
| Racková                      | Morava          | Zlín                | Ratzkowa                       |                                                         |
| Rácov                        | Morava          | Jihlava             | Ratzau                         |                                                         |
| Rácovice                     | Morava          | Třebíč              | Ratzowitz                      |                                                         |
| Račerovice                   | Morava          | Třebíč              | Ratscherowitz                  |                                                         |
| Račí                         | Čechy           | Prachatice          | Mitterberg                     |                                                         |
| Račí                         | Čechy           | Strakonice          | Ratschii                       |                                                         |
| Račice                       | Čechy           | Litoměřice          | Ratschitz                      |                                                         |
| Račice                       | Čechy           | Rakovník            | Ratschitz                      |                                                         |
| Račice                       | Morava          | Třebíč              | Ratschitz                      |                                                         |
| Račice                       | Morava          | Vyškov              | Ratschitz                      |                                                         |
| Račice                       | Morava          | Žďár nad Sázavou    | Ratschitz                      |                                                         |
| Račice nad Trotinou          | Čechy           | Hradec Králové      | Ratschitz an der Trotina       |                                                         |
| Račín                        | Čechy           | Český Krumlov       | Ratschin                       | zaniklá obec ve vojenském újezdu Boletice               |
| Račín                        | Čechy           | Žďár nad Sázavou    | Ratschin                       |                                                         |
| Račíněves                    | Čechy           | Kutná Hora          | Ratschinowes                   |                                                         |
| Račiněves                    | Čechy           | Litoměřice          | Ratschinowes                   |                                                         |
| Račov                        | Čechy           | Prachatice          | Radeschau                      | dříve česky též Radešov                                 |
| Radava                       | Čechy           | Písek               | Radawa                         | zaniklá osada u vesnice Chrást                          |
| Radčice                      | Čechy           | Český Krumlov       | Radinetschlag                  |                                                         |
| Radčice                      | Čechy           | Chrudim             | Ratschitz                      |                                                         |
| Radčice                      | Čechy           | Jablonec nad Nisou  | Radschitz                      |                                                         |
| Radčice                      | Čechy           | Liberec             | Ratschendorf                   |                                                         |
| Radčice                      | Čechy           | Plzeň-město         | Ratschitz                      |                                                         |
| Radčice                      | Čechy           | Strakonice          | Ratschitz                      |                                                         |
| Radeč                        | Čechy           | Příbram             | Ratsch                         |                                                         |
| Radechov                     | Čechy           | Chomutov            | Radigau                        |                                                         |
| Radějov                      | Morava          | Hodonín             | Radiow                         |                                                         |
| Radějov                      | Čechy           | Pelhřimov           | Radejow                        |                                                         |
| Radějov                      | Čechy           | Plzeň-sever         | Röding                         |                                                         |
| Radějovice                   | Čechy           | Praha-východ        | Radejowitz                     |                                                         |
| Radějovice                   | Čechy           | Strakonice          | Radejowitz                     |                                                         |
| Radenice                     | Čechy           | Mladá Boleslav      | Radenitz                       | osada vesnice Všejany                                   |
| Radenice                     | Morava          | Žďár nad Sázavou    | Radenitz                       |                                                         |
| Radenín                      | Čechy           | Tábor               | Radenin                        |                                                         |
| Radenov                      | Čechy           | Chomutov            | Rodenau                        |                                                         |
| Radešice                     | Čechy           | Příbram             | Radeschitz                     |                                                         |
| Radešín                      | Čechy           | Litoměřice          | Groß Radoschin                 | dříve též Radošín                                       |
| Radešín                      | Čechy           | Příbram             | Radeschin                      |                                                         |
| Radešín                      | Čechy           | Ústí nad Labem      | Kratschen                      |                                                         |
| Radešín                      | Morava          | Žďár nad Sázavou    | Radeschin                      |                                                         |
| Radešínek                    | Čechy           | Rakovník            | Klein Radoschin                | dříve též Radošínek, osada vesnice Radešín u Martiněvsi |
| Radešínská Svratka           | Morava          | Žďár nad Sázavou    | Radeschiner Swratka            |                                                         |
| Radešov                      | Čechy           | Náchod              | Radeschau                      |                                                         |
| Radešov                      | Čechy           | Strakonice          | Radeschau                      |                                                         |
| Radětice                     | Čechy           | Příbram             | Radietitz                      |                                                         |
| Radětice                     | Čechy           | Tábor               | Radietitz                      |                                                         |
| Radětín                      | Čechy           | Pelhřimov           | Radietin                       |                                                         |
| Radhostice                   | Čechy           | Prachatice          | Radostitz                      |                                                         |
| Radhošť                      | Čechy           | Ústí nad Orlicí     | Radhoscht                      |                                                         |
| Radíč                        | Čechy           | Benešov             | Raditsch                       |                                                         |
| Radíč                        | Čechy           | Příbram             | Raditsch                       |                                                         |
| Radíčeves                    | Čechy           | Louny               | Reitschowes                    |                                                         |
| Radihošť                     | Čechy           | Písek               | Radihoscht                     |                                                         |
| Radíkov                      | Morava          | Olomouc             | Radikau                        |                                                         |
| Radíkov                      | Morava          | Přerov              | Radelsdorf                     |                                                         |
| Radíkovice                   | Čechy           | Benešov             | Radikowitz                     | u Benešova                                              |
| Radíkovice                   | Čechy           | Benešov             | Radikowitz                     | u Lokte                                                 |
| Radíkovice                   | Čechy           | Hradec Králové      | Radikowitz                     |                                                         |
| Radíkovy                     | Čechy           | Písek               | Radikau                        |                                                         |
| Radim                        | Slezsko         | Bruntál             | Gross Raden                    |                                                         |
| Radímek                      | Čechy           | Kolín               | Radimek                        | osada vesnice Cerhenice                                 |
| Radimovice                   | Čechy           | Liberec             | Radimowitz                     |                                                         |
| Radimovice                   | Čechy           | Plzeň-sever         | Radlowitz                      |                                                         |
| Radimovice                   | Čechy           | Praha-východ        | Radimowitz                     |                                                         |
| Radimovice u Tábora          | Čechy           | Tábor               | Radimowitz bei Tabor           |                                                         |
| Radimovice u Želče           | Čechy           | Tábor               | Radimowitz bei Scheletsch      |                                                         |
| Radinovy                     | Čechy           | Klatovy             | Radinau                        |                                                         |
| Radišov                      | Morava          | Svitavy             | Rehsdorf                       |                                                         |
| Radkov                       | Morava          | Jihlava             | Radkau                         |                                                         |
| Radkov                       | Slezsko         | Opava               | Ratkau                         |                                                         |
| Radkov                       | Morava          | Svitavy             | Rattendorf                     |                                                         |
| Radkov                       | Čechy           | Tábor               | Radkow                         |                                                         |
| Radkov                       | Morava          | Žďár nad Sázavou    | Radkow                         |                                                         |
| Radkova Lhota                | Morava          | Přerov              | Radek-Lhota                    |                                                         |
| Radkovice                    | Čechy           | Klatovy             | Radkowitz                      |                                                         |
| Radkovice                    | Čechy           | Plzeň-jih           | Radkowitz                      |                                                         |
| Radkovice                    | Čechy           | Strakonice          | Radkowitz                      |                                                         |
| Radkovice u Budče            | Morava          | Třebíč              | Radkowitz                      |                                                         |
| Radkovice u Hrotovic         | Morava          | Třebíč              | Radkowitz                      |                                                         |
| Radkovy                      | Morava          | Přerov              | Radkow                         |                                                         |
| Radkyně                      | Čechy           | Jičín               | Ratkin                         |                                                         |
| Radlice                      | Morava          | Jindřichův Hradec   | Radlitz                        |                                                         |
| Radlice                      | Čechy           | Kolín               | Radlitz                        |                                                         |
| Radlice                      | Čechy           | hl. m. Praha        | Radlitz                        |                                                         |
| Radlík                       | Čechy           | Praha-západ         | Radlik                         |                                                         |
| Radlín                       | Čechy           | Chrudim             | Radlin                         |                                                         |
| Rádlo                        | Čechy           | Jablonec nad Nisou  | Radl                           |                                                         |
| Radnice                      | Čechy           | Rokycany            | Radnitz                        |                                                         |
| Radnice                      | Morava          | Šumperk             | Radnitz                        |                                                         |
| Radňov                       | Čechy           | Havlíčkův Brod      | Radniow                        |                                                         |
| Radňov                       | Čechy           | Pelhřimov           | Radniow                        |                                                         |
| Radňoves                     | Morava          | Žďár nad Sázavou    | Radnowes                       |                                                         |
| Radňovice                    | Morava          | Žďár nad Sázavou    | Radniowitz                     |                                                         |
| Radobyčice                   | Čechy           | Plzeň-město         | Radobschitz                    |                                                         |
| Radobytce                    | Čechy           | Písek               | Radobitz                       |                                                         |
| Radochlín                    | Čechy           | Chrudim             | Radochlin                      |                                                         |
| Radochovy                    | Čechy           | Klatovy             | Radochow                       |                                                         |
| Radomilice                   | Čechy           | České Budějovice    | Radomilitz                     |                                                         |
| Radomilov                    | Morava          | Šumperk             | Radomühl                       |                                                         |
| Radomyšl                     | Čechy           | Strakonice          | Radomischl                     |                                                         |
| Radonice                     | Čechy           | Benešov             | Radonitz                       |                                                         |
| Radonice                     | Čechy           | České Budějovice    | Radonitz                       |                                                         |
| Radonice                     | Čechy           | Domažlice           | Radonitz                       |                                                         |
| Radonice                     | Čechy           | Praha-východ        | Radonitz                       |                                                         |
| Radonice nad Ohří            | Čechy           | Louny               | Radonitz an der Eger           |                                                         |
| Radonín                      | Morava          | Třebíč              | Radonin                        |                                                         |
| Radonín                      | Morava          | Žďár nad Sázavou    | Radonin                        |                                                         |
| Radoňovice                   | Čechy           | Liberec             | Radonowitz                     |                                                         |
| Radostice                    | Morava          | Brno-venkov         | Radostitz                      |                                                         |
| Radostice                    | Čechy           | České Budějovice    | Radostitz                      |                                                         |
| Radostice                    | Čechy           | České Budějovice    | Radostitz                      |                                                         |
| Radostice                    | Čechy           | Klatovy             | Radostitz                      |                                                         |
| Radostice                    | Čechy           | Litoměřice          | Radostitz                      |                                                         |
| Radostín                     | Čechy           | Havlíčkův Brod      | Radostin                       |                                                         |
| Radostín                     | Čechy           | Liberec             | Radostin                       |                                                         |
| Radostín                     | Čechy           | Žďár nad Sázavou    | Ochsenberg                     |                                                         |
| Radostín nad Oslavou         | Morava          | Žďár nad Sázavou    | Radostin                       |                                                         |
| Radostov                     | Čechy           | Hradec Králové      | Radistau                       |                                                         |
| Radostovice                  | Čechy           | Havlíčkův Brod      | Radostowitz                    |                                                         |
| Radostovice                  | Čechy           | Rychnov nad Kněžnou | Radostowitz                    |                                                         |
| Radostovice                  | Čechy           | Tábor               | Radostowitz                    | u Dolních Hořic                                         |
| Radostovice                  | Čechy           | Tábor               | Radostowitz                    | U Smilových Hor                                         |
| Radošice                     | Čechy           | Plzeň-jih           | Radoschitz                     |                                                         |
| Radoškov                     | Morava          | Brno-venkov         | Radoschkow                     |                                                         |
| Radošov                      | Morava          | Třebíč              | Radeschau                      |                                                         |
| Radošovice                   | Čechy           | Benešov             | Radoschowitz                   | u Bystřice                                              |
| Radošovice                   | Čechy           | Benešov             | Radoschowitz                   | u Vlašimi                                               |
| Radošovice                   | Čechy           | České Budějovice    | Radoschowitz                   |                                                         |
| Radošovice                   | Čechy           | Praha-východ        | Radoschowitz                   |                                                         |
| Radošovice                   | Čechy           | Strakonice          | Ratschowitz                    |                                                         |
| Radotice                     | Morava          | Třebíč              | Radotitz                       |                                                         |
| Radotín                      | Čechy           | Benešov             | Radotin                        |                                                         |
| Radotín                      | Čechy           | hl. m. Praha        | Radotin                        |                                                         |
| Radotín                      | Morava          | Přerov              | Radotein                       |                                                         |
| Radouň                       | Čechy           | Mělník              | Radaun                         |                                                         |
| Radouňka                     | Čechy           | Jindřichův Hradec   | Radaun                         |                                                         |
| Radouš                       | Čechy           | Beroun              | Radausch                       |                                                         |
| Radovesice                   | Čechy           | Litoměřice          | Radowesitz                     |                                                         |
| Radovesnice I                | Čechy           | Kolín               | Radowesnitz                    |                                                         |
| Radovesnice II               | Čechy           | Kolín               | Radowesnitz                    |                                                         |
| Radslavice                   | Čechy           | Benešov             | Radslawitz                     |                                                         |
| Radslavice                   | Morava          | Přerov              | Radslawitz                     |                                                         |
| Radslavice                   | Morava          | Vyškov              | Groß Ratzlawitz                |                                                         |
| Radslavičky                  | Morava          | Vyškov              | Klein Ratzlawitz               |                                                         |
| Radvančice                   | Čechy           | Kutná Hora          | Radwantschitz                  |                                                         |
| Radvanec                     | Čechy           | Česká Lípa          | Rodowitz                       |                                                         |
| Radvanice                    | Čechy           | Klatovy             | Radwanitz                      |                                                         |
| Radvanice                    | Čechy           | Kutná Hora          | Radwanitz                      |                                                         |
| Radvanice                    | Čechy           | Liberec             | Radwanitz                      |                                                         |
| Radvanice                    | Slezsko         | Ostrava-město       | Radwanitz                      |                                                         |
| Radvanice                    | Morava          | Přerov              | Radwanitz                      |                                                         |
| Radvanice                    | Čechy           | Trutnov             | Rodowitz                       |                                                         |
| Radvanov                     | Čechy           | Český Krumlov       | Raifmass                       | zaniklá obec                                            |
| Radvánov                     | Čechy           | Písek               | Radwanow                       |                                                         |
| Radvanov                     | Čechy           | Sokolov             | Robesgrün                      |                                                         |
| Radvanov                     | Čechy           | Tábor               | Radwanau                       |                                                         |
| Radvánovice                  | Čechy           | Semily              | Radwanowitz                    |                                                         |
| Ráj                          | Čechy           | Havlíčkův Brod      | Rai                            | osada města Golčův Jeníkov                              |
| Rájec                        | Morava          | Blansko             | Raitz                          |                                                         |
| Rájec                        | Čechy           | Rychnov nad Kněžnou | Raitz                          |                                                         |
| Ráječko                      | Morava          | Blansko             | Rajetschko                     |                                                         |
| Rajhrad                      | Morava          | Brno-venkov         | Groß Raigern                   |                                                         |
| Rajhradice                   | Morava          | Brno-venkov         | Klein Raigern                  |                                                         |
| Rajchéřov                    | Čechy           | Jindřichův Hradec   | Reichers                       | zaniklá obec                                            |
| Rajnochovice                 | Morava          | Kroměříž            | Rainochowitz                   |                                                         |
| Rájov                        | Čechy           | Český Krumlov       | Rojau                          |                                                         |
| Rájov                        | Čechy           | Cheb                | Reihen                         |                                                         |
| Rájov                        | Čechy           | Chomutov            | Reihen                         |                                                         |
| Rájov                        | Čechy           | Plzeň-sever         | Rajowa                         |                                                         |
| Rájov                        | Čechy           | Tachov              | Rail                           |                                                         |
| Rajské                       | Čechy           | Klatovy             | Rajska                         |                                                         |
| Rakodavy                     | Morava          | Olomouc             | Rakodau                        |                                                         |
| Rakolusky                    | Čechy           | Plzeň-sever         | Rakolaus                       |                                                         |
| Rakousy                      | Čechy           | Semily              | Rakous                         |                                                         |
| Rakov                        | Čechy           | Jičín               | Rakow                          |                                                         |
| Rakov                        | Čechy           | Písek               | Rakow                          |                                                         |
| Rakov                        | Morava          | Přerov              | Rakau                          |                                                         |
| Raková                       | Čechy           | Rokycany            | Rakowa                         |                                                         |
| Raková                       | Morava          | Zlín                | Rakowa                         |                                                         |
| Raková u Konice              | Morava          | Prostějov           | Groß Rakau                     |                                                         |
| Rakové                       | Morava          | Brno-venkov         | Rakowy                         |                                                         |
| Rakovec                      | Slezsko         | Frýdek-Místek       | Rakowetz                       | osada vesnice Řepiště                                   |
| Rakovice                     | Čechy           | Písek               | Rakowitz                       |                                                         |
| Rakovické Chalupy            | Čechy           | Písek               | Rakowitzer Häuser              |                                                         |
| Rakovník                     | Čechy           | Rakovník            | Rakonitz                       |                                                         |
| Rakůvka                      | Morava          | Prostějov           | Klein Rakau                    |                                                         |
| Rakvice                      | Morava          | Břeclav             | Rakwitz                        |                                                         |
| Rampuše                      | Čechy           | Rychnov nad Kněžnou | Rampusch                       |                                                         |
| Ramzová                      | Slezsko         | Jeseník             | Ramsau                         |                                                         |
| Raná                         | Čechy           | Chrudim             | Ranna                          |                                                         |
| Rancířov                     | Morava          | Jindřichův Hradec   | Ranzern                        |                                                         |
| Rančice                      | Čechy           | České Budějovice    | Rantschitz                     |                                                         |
| Rančířov                     | Morava          | Jihlava             | Ranzern                        |                                                         |
| Rankov                       | Čechy           | České Budějovice    | Rankau                         |                                                         |
| Rankov                       | Čechy           | Havlíčkův Brod      | Rankau                         |                                                         |
| Rankovice                    | Čechy           | Cheb                | Rankowitz                      |                                                         |
| Rantířov                     | Morava          | Jihlava             | Fußdorf                        |                                                         |
| Rápošov                      | Čechy           | Kutná Hora          | Raposchow                      |                                                         |
| Rapotice                     | Čechy           | Český Krumlov       | Rapettschlag                   |                                                         |
| Rapotice                     | Morava          | Třebíč              | Rapotitz                       |                                                         |
| Rapotín                      | Morava          | Šumperk             | Reitendorf                     |                                                         |
| Rasochy                      | Čechy           | Kolín               | Rasoch                         |                                                         |
| Rasošky                      | Čechy           | Náchod              | Rasoschek                      |                                                         |
| Raspenava                    | Čechy           | Liberec             | Raspenau                       |                                                         |
| Rastory                      | Čechy           | Písek               | Rastar                         |                                                         |
| Rašín                        | Čechy           | Jičín               | Raschin                        |                                                         |
| Raškov                       | Morava          | Šumperk             | Nikles                         |                                                         |
| Raškovice                    | Slezsko         | Frýdek-Místek       | Raschkowitz                    |                                                         |
| Rašov                        | Morava          | Brno-venkov         | Raschau                        |                                                         |
| Rašovice                     | Čechy           | Chomutov            | Roschwitz                      |                                                         |
| Rašovice                     | Čechy           | Kutná Hora          | Raschowitz                     |                                                         |
| Rašovice                     | Čechy           | Litoměřice          | Raschowitz                     |                                                         |
| Rašovice                     | Čechy           | Nymburk             | Raschowitz                     |                                                         |
| Rašovice                     | Čechy           | Rychnov nad Kněžnou | Raschowitz                     |                                                         |
| Rašovice                     | Čechy           | Tábor               | Raschowitz                     |                                                         |
| Rašovice                     | Morava          | Vyškov              | Raschowitz                     |                                                         |
| Rašovy                       | Čechy           | Pardubice           | Raschow                        |                                                         |
| Rataje                       | Čechy           | Benešov             | Rataj                          |                                                         |
| Rataje                       | Morava          | Kroměříž            | Ratais                         |                                                         |
| Rataje                       | Morava          | Olomouc             | Rattel                         |                                                         |
| Rataje                       | Čechy           | Tábor               | Rattai                         |                                                         |
| Rataje nad Sázavou           | Čechy           | Kutná Hora          | Ratais an der Sasau            |                                                         |
| Ratboř                       | Čechy           | Kolín               | Raborsch                       |                                                         |
| Ratenice                     | Čechy           | Kolín               | Ratenitz                       |                                                         |
| Ratiborova Lhota             | Čechy           | Prachatice          | Mehlhütten                     |                                                         |
| Ratiboř                      | Čechy           | Jindřichův Hradec   | Rotwurst                       |                                                         |
| Ratiboř                      | Čechy           | Písek               | Ratiborsch                     |                                                         |
| Ratiboř                      | Morava          | Vsetín              | Ratiborsch                     |                                                         |
| Ratibořec                    | Čechy           | Písek               | Ratiborschetz                  |                                                         |
| Ratibořice                   | Čechy           | Náchod              | Ratoborschitz                  |                                                         |
| Ratibořice                   | Čechy           | Tábor               | Ratiborschitz                  |                                                         |
| Ratibořice                   | Morava          | Třebíč              | Ratiboritz                     |                                                         |
| Ratibořské Hory              | Čechy           | Tábor               | Bergstädtel                    |                                                         |
| Ratíškovice                  | Morava          | Hodonín             | Ratischowitz                   |                                                         |
| Ratišovice                   | Morava          | Znojmo              | Ratischowitz                   |                                                         |
| Ratměřice                    | Čechy           | Benešov             | Radmierschitz                  |                                                         |
| Raveň                        | Čechy           | Český Krumlov       | Robus                          |                                                         |
| Razice                       | Čechy           | Teplice             | Rasitz                         |                                                         |
| Razová                       | Slezsko         | Bruntál             | Raase                          |                                                         |
| Ráztely                      | Čechy           | Písek               | Rastel                         |                                                         |
| Ražice                       | Čechy           | Písek               | Raschitz                       |                                                         |
| Rebešovice                   | Morava          | Brno-venkov         | Rebespitz                      |                                                         |
| Rejčkov                      | Čechy           | Havlíčkův Brod      | Reitschkau                     |                                                         |
| Rejchartice                  | Morava          | Bruntál             | Reigersdorf                    |                                                         |
| Rejchartice                  | Morava          | Šumperk             | Reigersdorf                    |                                                         |
| Rejkovice                    | Čechy           | Benešov             | Rejkowitz                      |                                                         |
| Rejkovice                    | Čechy           | Příbram             | Rejkowitz                      |                                                         |
| Rejšice                      | Čechy           | Mladá Boleslav      | Rejschitz                      |                                                         |
| Rejštejn                     | Čechy           | Klatovy             | Unter Reichenstein             |                                                         |
| Rejvíz                       | Slezsko         | Jeseník             | Reihwiesen                     |                                                         |
| Reksyně                      | Čechy           | Benešov             | Rexin                          |                                                         |
| Renoty                       | Morava          | Olomouc             | Einoth                         |                                                         |
| Repechy                      | Morava          | Prostějov           | Repech                         |                                                         |
| Rešice                       | Morava          | Znojmo              | Röschitz                       |                                                         |
| Rešov                        | Morava          | Bruntál             | Reschen                        |                                                         |
| Robčice                      | Čechy           | Plzeň-sever         | Robschitz                      |                                                         |
| Robeč                        | Čechy           | Česká Lípa          | Robitz                         |                                                         |
| Robeč                        | Čechy           | Litoměřice          | Robitsch                       |                                                         |
| Roblín                       | Čechy           | Praha-západ         | Roblin                         |                                                         |
| Robousy                      | Čechy           | Jičín               | Robaus                         |                                                         |
| Ročov                        | Čechy           | Louny               | Rotschau                       |                                                         |
| Rodinov                      | Čechy           | Pelhřimov           | Radinow                        |                                                         |
| Rodkov                       | Morava          | Žďár nad Sázavou    | Rotkau                         |                                                         |
| Rodná                        | Čechy           | Tábor               | Rodna                          |                                                         |
| Rodov                        | Čechy           | Hradec Králové      | Rodow                          |                                                         |
| Rodvínov                     | Čechy           | Jindřichův Hradec   | Riedweis                       |                                                         |
| Rohanov                      | Čechy           | Prachatice          | Rohanau                        |                                                         |
| Rohatce                      | Čechy           | Litoměřice          | Rohatetz                       |                                                         |
| Rohatec                      | Morava          | Hodonín             | Rohatetz                       |                                                         |
| Rohenice                     | Čechy           | Rychnov nad Kněžnou | Groß Rohenitz                  |                                                         |
| Roheničky                    | Čechy           | Rychnov nad Kněžnou | Klein Rohenitz                 | osada vesnice Rohenice                                  |
| Rohliny                      | Čechy           | Semily              | Rochlin                        |                                                         |
| Rohov                        | Čechy           | Příbram             | Rohow                          |                                                         |
| Rohovka                      | Čechy           | Pelhřimov           | Rohowka                        |                                                         |
| Rohovládova Bělá             | Čechy           | Pardubice           | Biela bei Pschelautsch         |                                                         |
| Rohozec                      | Morava          | Brno-venkov         | Rohosetz                       |                                                         |
| Rohozec                      | Čechy           | Kutná Hora          | Rohosetz                       |                                                         |
| Rohozná                      | Čechy           | Chrudim             | Rohosna                        |                                                         |
| Rohozná                      | Čechy           | Jihlava             | Rohosna                        |                                                         |
| Rohozná                      | Čechy           | Strakonice          | Rohosna                        |                                                         |
| Rohozná                      | Čechy           | Svitavy             | Rohosna                        |                                                         |
| Rohoznice                    | Čechy           | Jičín               | Rohosnitz                      |                                                         |
| Rohoznice                    | Čechy           | Pardubice           | Rohosnitz                      |                                                         |
| Rohozno                      | Čechy           | Klatovy             | Rohosno                        |                                                         |
| Rohozov                      | Čechy           | Písek               | Rohosow                        |                                                         |
| Rochlice                     | Čechy           | Liberec             | Röchlitz                       |                                                         |
| Rochlov                      | Čechy           | Plzeň-sever         | Rochlowa                       |                                                         |
| Rochov                       | Čechy           | Litoměřice          | Rochow                         |                                                         |
| Rojetín                      | Morava          | Brno-venkov         | Rojetein                       |                                                         |
| Rojice                       | Čechy           | Strakonice          | Rojitz                         |                                                         |
| Rojšín                       | Čechy           | Český Krumlov       | Roisching                      |                                                         |
| Rokle                        | Čechy           | Chomutov            | Rachel                         |                                                         |
| Rokycany                     | Čechy           | Rokycany            | Rokitzan                       |                                                         |
| Rokytná                      | Morava          | Znojmo              | Rottigl                        |                                                         |
| Rokytnice                    | Morava          | Přerov              | Roketnitz                      |                                                         |
| Rokytnice                    | Čechy           | Semily              | Rokitnitz                      |                                                         |
| Rokytnice                    | Morava          | Vsetín              | Roketnitz                      |                                                         |
| Rokytnice                    | Morava          | Zlín                | Roketnitz                      |                                                         |
| Rokytnice nad Jizerou        | Čechy           | Semily              | Rochlitz an der Iser           |                                                         |
| Rokytnice nad Rokytnou       | Morava          | Třebíč              | Roketnitz                      |                                                         |
| Rokytnice v Orlických horách | Čechy           | Rychnov nad Kněžnou | Rokitnitz im Adlergebirge      |                                                         |
| Rokytník                     | Čechy           | Náchod              | Roketnik                       |                                                         |
| Rokytno                      | Čechy           | Pardubice           | Rokitno                        |                                                         |
| Rokytno v Krkonoších         | Čechy           | Semily              | Sahlenbach                     |                                                         |
| Rokytovec                    | Čechy           | Mladá Boleslav      | Rokitowetz                     |                                                         |
| Romanov                      | Čechy           | Mělník              | Romanow                        |                                                         |
| Ronov                        | Morava          | Žďár nad Sázavou    | Ronow                          |                                                         |
| Ronov nad Doubravou          | Čechy           | Chrudim             | Ronow an der Doubrawa          |                                                         |
| Roprachtice                  | Čechy           | Semily              | Ruppersdorf                    |                                                         |
| Roseč                        | Čechy           | Jindřichův Hradec   | Rosetsch                       |                                                         |
| Rosice                       | Morava          | Brno-venkov         | Rossitz                        |                                                         |
| Rosice                       | Čechy           | Chrudim             | Rossitz                        |                                                         |
| Rosice                       | Morava          | Jihlava             | Roschitz                       |                                                         |
| Rosice                       | Čechy           | Pardubice           | Rossitz                        |                                                         |
| Rosička                      | Čechy           | Jindřichův Hradec   | Rositschka (bei Deschna)       |                                                         |
| Rosička                      | Čechy           | Žďár nad Sázavou    | Rositschka                     |                                                         |
| Rosnice                      | Čechy           | Hradec Králové      | Rosnitz                        |                                                         |
| Rosnice                      | Čechy           | Karlovy Vary        | Rossnitz                       |                                                         |
| Rosovice                     | Čechy           | Příbram             | Rossowitz                      |                                                         |
| Rostejn                      | Čechy           | Chrudim             | Rostein                        |                                                         |
| Rostěnice                    | Morava          | Vyškov              | Rosternitz                     |                                                         |
| Rostkov                      | Čechy           | Mladá Boleslav      | Roskau                         |                                                         |
| Rostoklaty                   | Čechy           | Kolín               | Rostoklat                      |                                                         |
| Roškopov                     | Čechy           | Jičín               | Roschkopow                     |                                                         |
| Roštění                      | Morava          | Kroměříž            | Roschtien                      |                                                         |
| Roští                        | Čechy           | Rychnov nad Kněžnou | Roscht                         | osada města Vamberk                                     |
| Roštín                       | Morava          | Kroměříž            | Roschtin                       |                                                         |
| Rotava                       | Čechy           | Sokolov             | Rothau                         |                                                         |
| Roubanina                    | Morava          | Blansko             | Raubanin                       |                                                         |
| Roubíčkova Lhota             | Čechy           | Benešov             | Roubitschek-Lhota              |                                                         |
| Roučkovice                   | Čechy           | Pelhřimov           | Rautschkowitz                  |                                                         |
| Roudná                       | Čechy           | Tábor               | Rouden Raudna                  |                                                         |
| Roudné                       | Čechy           | České Budějovice    | Ruden                          |                                                         |
| Roudné                       | Čechy           | Rychnov nad Kněžnou | Raudney                        |                                                         |
| Roudnice                     | Čechy           | Hradec Králové      | Raudnitz                       |                                                         |
| Roudnička                    | Čechy           | Hradec Králové      | Klein Raudnitz                 |                                                         |
| Roudnice nad Labem           | Čechy           | Litoměřice          | Raudnitz, Raudnitz an der Elbe |                                                         |
| Roudníček                    | Čechy           | Litoměřice          | Raudnitschek                   |                                                         |
| Roudníky                     | Čechy           | Ústí nad Labem      | Raudnig                        |                                                         |
| Roudno                       | Morava          | Bruntál             | Rautenberg                     |                                                         |
| Roudný                       | Čechy           | Jablonec nad Nisou  | Raudnei                        |                                                         |
| Roudný                       | Čechy           | Semily              | Raudnei                        |                                                         |
| Rouchovany                   | Morava          | Třebíč              | Ruchwan                        |                                                         |
| Rounek                       | Čechy           | Jihlava             | Raunek                         |                                                         |
| Roupov                       | Čechy           | Plzeň-jih           | Ruppau                         |                                                         |
| Rousínov                     | Čechy           | Benešov             | Rousinow                       |                                                         |
| Rousínov                     | Čechy           | Pardubice           | Rausnitz                       |                                                         |
| Rousínov                     | Čechy           | Rakovník            | Rausin                         |                                                         |
| Rousínov                     | Morava          | Vyškov              | Neuraußnitz                    |                                                         |
| Rousínovec                   | Morava          | Vyškov              | Altraußnitz                    |                                                         |
| Rouské                       | Morava          | Přerov              | Rauske                         |                                                         |
| Rousměrov                    | Morava          | Žďár nad Sázavou    | Rausmierau                     |                                                         |
| Rousovice                    | Čechy           | Mělník              | Rausowitz                      |                                                         |
| Rovečné                      | Morava          | Žďár nad Sázavou    | Rowetschin                     |                                                         |
| Roveň                        | Čechy           | Jičín               | Rowen                          |                                                         |
| Roveň                        | Čechy           | Liberec             | Rowen                          |                                                         |
| Roveň                        | Čechy           | Rychnov nad Kněžnou | Rowen                          |                                                         |
| Rovensko                     | Morava          | Šumperk             | Rowenz                         |                                                         |
| Rovensko pod Troskami        | Čechy           | Semily              | Rowensko, Rowensko bei Turnau  |                                                         |
| Rovina                       | Čechy           | Beroun              | Rowin                          |                                                         |
| Rovina                       | Čechy           | Příbram             | Rowin                          |                                                         |
| Rovinky                      | Čechy           | Trutnov             | Ebenfeld                       | osada vesnice Lipnice (Dvůr Králové nad Labem)          |
| Rovná                        | Čechy           | Klatovy             | Eben                           | u Petrovic                                              |
| Rovná                        | Čechy           | Klatovy             | Ruwna                          | u Strážova                                              |
| Rovná                        | Čechy           | Pelhřimov           | Rowna                          |                                                         |
| Rovná                        | Čechy           | Pelhřimov           | Rowna                          |                                                         |
| Rovná                        | Čechy           | Strakonice          | Rowna                          |                                                         |
| Rovnáčov                     | Čechy           | Semily              | Rownatschow                    |                                                         |
| Rovné                        | Čechy           | Litoměřice          | Rowney                         |                                                         |
| Rovné                        | Čechy           | Rychnov nad Kněžnou | Rowney                         |                                                         |
| Rovné                        | Morava          | Žďár nad Sázavou    | Rowney                         |                                                         |
| Rovný                        | Čechy           | Havlíčkův Brod      | Rowney                         |                                                         |
| Rozářín                      | Morava          | Brno-venkov         | Rosalienfeld                   | osada obce Moutnice                                     |
| Rozběřice                    | Čechy           | Hradec Králové      | Rosberschitz                   |                                                         |
| Rozdělov                     | Čechy           | Kladno              | Markschied                     |                                                         |
| Rozdrojovice                 | Morava          | Brno-venkov         | Rosdrojowitz                   |                                                         |
| Rozehnaly                    | Čechy           | Kolín               | Rosehnal                       |                                                         |
| Rozhovice                    | Čechy           | Chrudim             | Roshowitz                      |                                                         |
| Rozhraní                     | Morava          | Svitavy             | Roßrain                        |                                                         |
| Rozkoš                       | Čechy           | Kutná Hora          | Roskosch                       |                                                         |
| Rozkoš                       | Čechy           | Nymburk             | Roskosch                       |                                                         |
| Rozkoš                       | Čechy           | Pelhřimov           | Roskosch                       |                                                         |
| Rozkoš                       | Čechy           | Praha-západ         | Roskosch                       |                                                         |
| Rozkoš                       | Čechy           | Rychnov nad Kněžnou | Roskosch                       |                                                         |
| Rozkoš                       | Morava          | Znojmo              | Roskosch                       |                                                         |
| Rozňák                       | Čechy           | Havlíčkův Brod      | Rosniak                        |                                                         |
| Rozněvice                    | Čechy           | Plzeň-sever         | Roslowitz                      |                                                         |
| Rozpáralka                   | Čechy           | Klatovy             | Rosparalka                     |                                                         |
| Rozpoutí                     | Čechy           | České Budějovice    | Rußboden                       |                                                         |
| Rozseč                       | Morava          | Jihlava             | Rosetsch                       |                                                         |
| Rozseč                       | Morava          | Žďár nad Sázavou    | Rossetsch                      |                                                         |
| Rozseč nad Kunštátem         | Morava          | Blansko             | Rosetsch ob Kunstadt           |                                                         |
| Rozsedly                     | Čechy           | Klatovy             | Roßsedl                        |                                                         |
| Rozsíčka                     | Morava          | Blansko             | Rositschka                     |                                                         |
| Rozsocha                     | Čechy           | Ústí nad Orlicí     | Rosing (1. Teil)               | dříve Rozsocha 1. díl                                   |
| Rozsocha 2. díl              | Čechy           | Ústí nad Orlicí     | Rosing 2. Teil                 | osada vesnice Velká Skrovnice                           |
| Rozsochatec                  | Čechy           | Havlíčkův Brod      | Rossochatetz                   |                                                         |
| Rozsochy                     | Morava          | Žďár nad Sázavou    | Rossoch                        |                                                         |
| Rozstání                     | Morava          | Prostějov           | Rostein                        |                                                         |
| Rozstání                     | Morava          | Svitavy             | Rostitz                        |                                                         |
| Roztěž                       | Čechy           | Kutná Hora          | Rostiesch                      |                                                         |
| Roztoky                      | Čechy           | Náchod              | Rostok                         |                                                         |
| Roztoky                      | Čechy           | Praha-západ         | Rostock, Rostok                |                                                         |
| Roztoky                      | Čechy           | Rakovník            | Rostok (bei Pürglitz)          | dříve též Roztoky u Křivoklátu                          |
| Roztoky u Jilemnice          | Čechy           | Semily              | Rostok                         |                                                         |
| Roztoky u Semil              | Čechy           | Semily              | Rostok                         |                                                         |
| Rozvadov                     | Čechy           | Tachov              | Rosshaupt                      |                                                         |
| Rozvadovice                  | Morava          | Olomouc             | Roswadowitz                    |                                                         |
| Rožany                       | Čechy           | Děčín               | Rosenhein                      |                                                         |
| Rožátov                      | Čechy           | Mladá Boleslav      | Roschatau                      | osada města Mladá Boleslav                              |
| Rožďalovice                  | Čechy           | Nymburk             | Roschdialowitz                 |                                                         |
| Roželov                      | Čechy           | Příbram             | Roschelau                      |                                                         |
| Roženecké Paseky             | Morava          | Žďár nad Sázavou    | Passek                         |                                                         |
| Rožmberk nad Vltavou         | Čechy           | Český Krumlov       | Rosenberg                      |                                                         |
| Rožmitál na Šumavě           | Čechy           | Český Krumlov       | Rosenthal im Böhmerwalde       |                                                         |
| Rožmitál pod Třemšínem       | Čechy           | Příbram             | Rosenthal                      |                                                         |
| Rožná                        | Morava          | Žďár nad Sázavou    | Rosna                          |                                                         |
| Rožnov                       | Čechy           | České Budějovice    | Strodenitz                     |                                                         |
| Rožnov                       | Čechy           | Náchod              | Roschnow                       |                                                         |
| Rožnov pod Radhoštěm         | Morava          | Vsetín              | Rosenau                        |                                                         |
| Rpety                        | Čechy           | Beroun              | Erpet                          |                                                         |
| Rtenín                       | Čechy           | Chrudim             | Wertein                        |                                                         |
| Rtišovice                    | Čechy           | Příbram             | Ertischowitz                   |                                                         |
| Rtyně                        | Čechy           | Náchod              | Ertin                          |                                                         |
| Rtyně v Podkrkonoší          | Čechy           | Trutnov             | Hertin                         |                                                         |
| Ruda                         | Morava          | Žďár nad Sázavou    | Eisenberg                      |                                                         |
| Ruda nad Moravou             | Morava          | Šumperk             | Eisenberg an der March         |                                                         |
| Rudeč                        | Čechy           | Mělník              | Rudetsch                       | osada města Kostelec nad Labem                          |
| Rudice                       | Morava          | Blansko             | Ruditz                         |                                                         |
| Rudice                       | Morava          | Uherské Hardiště    | Ruditz                         |                                                         |
| Rudíkov                      | Morava          | Třebíč              | Rudikau                        |                                                         |
| Rudíkovy                     | Slezsko         | Bruntál             | Reigelsdorf                    |                                                         |
| Rudimov                      | Morava          | Zlín                | Rudimow                        |                                                         |
| Rudlice                      | Morava          | Znojmo              | Rudlitz                        |                                                         |
| Rudník                       | Čechy           | Trutnov             | Hermannseifen                  |                                                         |
| Rudolec                      | Čechy           | Příbram             | Rudoletz                       |                                                         |
| Rudolec                      | Morava          | Žďár nad Sázavou    | Deutsch Rudoletz               | dříve Německý Rudolec                                   |
| Rudolfov                     | Čechy           | České Budějovice    | Rudolfstadt                    |                                                         |
| Rudolice nad Bílinou         | Čechy           | Most                | Rudelsdorf an der Biela        |                                                         |
| Rudoltice                    | Čechy           | Benešov             | Rudoltitz                      |                                                         |
| Rudoltice                    | Čechy           | Klatovy             | Rudoltitz                      |                                                         |
| Rudoltice                    | Čechy           | Ústí nad Orlicí     | Rudelsdorf                     |                                                         |
| Rudov                        | Čechy           | Chrudim             | Rudow                          |                                                         |
| Rukáveč                      | Čechy           | Písek               | Rukawetz                       |                                                         |
| Rumberk                      | Morava          | Blansko             | Rumberg                        |                                                         |
| Rumburk                      | Čechy           | Děčín               | Rumburg                        |                                                         |
| Ruprechtice                  | Čechy           | Náchod              | Ruppersdorf                    |                                                         |
| Ruprechtov                   | Morava          | Vyškov              | Ruprecht                       |                                                         |
| Rusava                       | Morava          | Kroměříž            | Rottalowitz                    |                                                         |
| Rusín                        | Slezsko         | Bruntál             | Rausen                         | (původně součást tzv. Moravských enkláv ve Slezsku)     |
| Rušinov                      | Čechy           | Havlíčkův Brod      | Ruschinow                      |                                                         |
| Rutov                        | Čechy           | Pelhřimov           | Rutow                          |                                                         |
| Ruzyně                       | Čechy           | hl. m. Praha        | Rusin                          |                                                         |
| Růžďka                       | Morava          | Vsetín              | Rauschka                       |                                                         |
| Růžek                        | Čechy           | Liberec             | Honeneck                       |                                                         |
| Růžená                       | Morava          | Jihlava             | Rosenau                        |                                                         |
| Růžená                       | Čechy           | Písek               | Ruschana                       |                                                         |
| Růžkovy Lhotice              | Čechy           | Benešov             | Ruschko-Lhotitz                |                                                         |
| Růžodol                      | Čechy           | Jablonec nad Nisou  | Rosenthal                      |                                                         |
| Růžodol                      | Čechy           | Most                | Rosenthal                      | zaniklá osada                                           |
| Růžov                        | Čechy           | České Budějovice    | Rosenstein                     |                                                         |
| Růžov                        | Morava          | Prostějov           | Rosenberg                      |                                                         |
| Růžová                       | Morava          | Bruntál             | Rosendorf                      | zaniklá obec                                            |
| Růžový                       | Morava          | Brno-město          | Rosenberg                      | dříve Roznberk                                          |
| Rváčov                       | Čechy           | Chrudim             | Rwatschow                      |                                                         |
| Rváčov                       | Čechy           | Semily              | Rwatschow                      |                                                         |
| Rvasice                      | Čechy           | Chrudim             | Wasitz                         | osada města Luže                                        |
| Rvenice                      | Čechy           | Louny               | Ferbenz                        |                                                         |
| Rviště                       | Čechy           | Ústí nad Orlicí     | Kerwischt                      |                                                         |
| Rybáře                       | Morava          | Přerov              | Fischern                       |                                                         |
| Rybí                         | Morava          | Nový Jičín          | Reimlich                       |                                                         |
| Rybitví                      | Čechy           | Pardubice           | Rybitew                        |                                                         |
| Rybná nad Zdobnicí           | Čechy           | Rychnov nad Kněžnou | Deutsch Rybna                  | dříve Německá Rybná                                     |
| Rybňany                      | Čechy           | Louny               | Ribnian                        |                                                         |
| Rybné                        | Morava          | Jihlava             | Ribney                         |                                                         |
| Rybnice                      | Čechy           | Plzeň-sever         | Ribnitz                        |                                                         |
| Rybnice                      | Čechy           | Semily              | Ribnitz                        |                                                         |
| Rybníček                     | Čechy           | Havlíčkův Brod      | Ribnitschek                    |                                                         |
| Rybníček                     | Čechy           | Jičín               | Ribnitschek                    |                                                         |
| Rybníček                     | Čechy           | Pelhřimov           | Klein Rybnik                   |                                                         |
| Rybníček                     | Čechy           | Ústí nad Orlicí     | Ribnitschek                    |                                                         |
| Rybníček                     | Morava          | Vyškov              | Ribnik                         |                                                         |
| Rybníčky                     | Čechy           | Rychnov nad Kněžnou | Teichlein                      |                                                         |
| Rybník                       | Čechy           | Liberec             | Rybnik                         | osada vesnice Kamení u Pěnčína                          |
| Rybníky                      | Čechy           | Příbram             | Ribnik                         |                                                         |
| Rybníky                      | Morava          | Znojmo              | Ribnik                         |                                                         |
| Rybnov                       | Čechy           | Česká Lípa          | Rübenau                        |                                                         |
| Rybova Lhota                 | Čechy           | Tábor               | Ryb-Lhota                      |                                                         |
| Rýdeč                        | Čechy           | Ústí nad Labem      | Ritschen                       |                                                         |
| Rychaltice                   | Morava          | Frýdek-Místek       | Richaltitz                     |                                                         |
| Rychlov                      | Morava          | Jihlava             | Richlau                        |                                                         |
| Rychlov                      | Morava          | Kroměříž            | Richlow                        |                                                         |
| Rychmanov                    | Morava          | Brno-venkov         | Reichmannsdorf                 |                                                         |
| Rychnov                      | Čechy           | Chrudim             | Reichenau                      |                                                         |
| Rychnov nad Kněžnou          | Čechy           | Rychnov nad Kněžnou | Reichenau an der Knieschna     |                                                         |
| Rychnov nad Malší            | Čechy           | Český Krumlov       | Reichenau an der Maltsch       |                                                         |
| Rychnov u Jablonce nad Nisou | Čechy           | Jablonec nad Nisou  | Reichenau bei Gablonz          |                                                         |
| Rychnovek                    | Čechy           | Hradec Králové      | Reichenhof                     |                                                         |
| Rychtářov                    | Morava          | Vyškov              | Richtersdorf                   |                                                         |
| Rychvald                     | Slezsko         | Karviná             | Reichwaldau                    |                                                         |
| Rymaně                       | Čechy           | Praha-západ         | Riman                          |                                                         |
| Rýmařov                      | Morava          | Bruntál             | Römerstadt                     |                                                         |
| Rymice                       | Morava          | Kroměříž            | Rimitz                         |                                                         |
| Rynárec                      | Čechy           | Pelhřimov           | Rinaretz                       |                                                         |
| Rynartice                    | Čechy           | Děčín               | Rennersdorf                    |                                                         |
| Rynholec                     | Čechy           | Rakovník            | Rinholetz                      |                                                         |
| Rynoltice                    | Čechy           | Liberec             | Ringelshein                    |                                                         |
| Rýnovice                     | Čechy           | Jablonec nad Nisou  | Reinowitz                      |                                                         |
| Ryšín                        | Čechy           | Rakovník            | Rischin                        |                                                         |
| Rytířov                      | Čechy           | Děčín               | Rittersdorf                    |                                                         |
| Rytířova Lhota               | Čechy           | Jičín               | Ritterlhota                    |                                                         |
| Rytířsko                     | Morava          | Jihlava             | Rittersdorf                    |                                                         |
| Rytov                        | Čechy           | Pelhřimov           | Leopoldshöhe                   |                                                         |
| Rýzmburk                     | Čechy           | Benešov             | Riesenburg                     |                                                         |
| Rýzmburk                     | Čechy           | Náchod              | Riesenburg                     |                                                         |
| Rzavá                        | Čechy           | Tábor               | Resawa                         |                                                         |
| Rzy                          | Čechy           | Náchod              | Gebrech                        |                                                         |
| Rzy                          | Čechy           | Ústí nad Orlicí     | Ries                           |                                                         |